# エジプトサッカー協会
エジプトサッカー協会（エジプトサッカーきょうかい、阿: الاتحاد المصري لكرة القدم, 英: Egyptian Football Association、略称: EFA）は、エジプトにおけるサッカー運営団体。北アフリカサッカー連合に加盟している。
エジプト・プレミアリーグやエジプト・カップの主催、サッカーエジプト男子・女子代表の組織を行う。